# 886

## Narození
- ? – Sü Si, čínský malíř († 975)

## Úmrtí
- 29. srpna – Basileios I., byzantský císař (* okolo 812)

## Hlavy státu
- Velkomoravská říše – Svatopluk I.
- Papež – Štěpán V.
- Anglie – Alfréd Veliký
  - Mercie – Æthelred
- Skotské království – Giric
- Východofranská říše – Karel III. Tlustý
- Západofranská říše – Karel III. Tlustý
- První bulharská říše – Boris I.
- Kyjevská Rus – Oleg
- Byzanc – Basileios I. – Leon VI. Moudrý
- Svatá říše římská – Karel III. Tlustý